# Olivbandad sydhake
Olivbandad sydhake (Eopsaltria placens) är en fågel i familjen sydhakar inom ordningen tättingar. Den förekommer lokalt i skogsområden på Nya Guinea. Arten minskar i antal, men beståndet anses vara livskraftigt.

## Utseende och läte
Olivbandad sydhake är en rödhakeliknande fågel med orangefärgade ben, grått på huvud och vingar, olivgrönt på ryggen och i ett bröstband (därav namnet), lysande gul buk och gult även i ett ofullständigt halsband runt mot halssidorna. Sången består av en serie visslade toner, återgivna som "pwip! pyuu-pyuu-pyuu-pyuu-pyuu". Den första tonen är stigande, följt av en paus och sedan en rad identiska toner.

## Utbredning och systematik
Fågeln förekommer mycket lokalt på Nya Guinea samt på Batanta. Den behandlas som monotypisk, det vill säga att den inte delas in i några underarter.

### Släktestillhörighet
Tidigare placerades den i släktet Poecilodryas, men genetiska studier tycker på att den är avlägset släkt. Initialt lyftes den ut till det egna släktet Gennaeodryas, men inkluderas av AviList i ett expanderat 'Eopsaltria.

## Levnadssätt
Olivbandad sydhake hittas i skogsområden i förberg. Där syns den sitta lågt, helt stilla avspanande marken inne i skogen på jakt efter insekter.

## Status och hot
Arten har ett stort utbredningsområde, men tros minska i antal, dock inte tillräckligt kraftigt för att den ska betraktas som hotad. Internationella naturvårdsunionen IUCN listar arten som livskraftig (LC).